# Glen Lough SPA
Glen Lough SPA este o arie protejată (arie de protecție specială avifaunistică — SPA) din Irlanda întinsă pe o suprafață de 82,27 ha, integral pe uscat.

## Localizare
Centrul sitului Glen Lough SPA este situat la coordonatele 53°38′52″N 7°34′22″W / 53.647761°N 7.572759°V.

## Înființare
Situl Glen Lough SPA a fost declarat arie de protecție specială avifaunistică în noiembrie 1995 pentru a proteja 8 specii de animale.

## Biodiversitate
Situată în ecoregiunea atlantică, aria protejată nu include niciun habitat protejat.
La baza desemnării sitului se află mai multe specii protejate de  păsări (8): rață sulițar (Anas acuta), rață lingurar (Anas clypeata), rață pitică (Anas crecca), rață fluierătoare (Anas penelope), rață mare (Anas platyrhynchos), Anser albifrons flavirostris, lebădă de iarnă (Cygnus cygnus), nagâț (Vanellus vanellus).